# 野上村 (鳥取県)
野上村（のがみそん）は、鳥取県日野郡にあった村。現在の西伯郡伯耆町の一部にあたる。

## 地理
- 河川：野上川[2]、藤屋川[3]

## 歴史
- 1889年（明治22年）10月1日、町村制の施行により、日野郡三部村、福吉村、福島村、船越村、福居村、焼杉村が合併して村制施行し、野上村が発足[1][2]。旧村名を継承した三部、福吉、福島、船越、福居、焼杉の6大字を編成[2]。
- 1921年（大正10年）12月1日、日野郡二部村と合併し二部村が存続して廃止された[1][2]。合併後、二部村大字三部・福吉・福島・船越・福居・焼杉となる[2]。

## 産業
- 農業、林業[3]